# 潘文熊
潘文熊（?—?），江蘇省蘇州府常熟縣人，清朝政治人物、進士出身。
光緒三年（1877年），参加丁丑科殿試，登進士二甲第107名。同年五月，分部學習。